# У
У, у は、キリル文字のひとつ。ラテン文字の Y と小文字が同形であり、ともにギリシャ文字の Υ（ウプシロン）に由来するが、発音はラテン文字の U に相当する（なお U も同じくウプシロンに由来する文字である）。

## 呼称
基本的に母音そのものが呼称になっている。
- ウクライナ語：ウー；円唇後舌狭母音
- キルギス語：ウー
- ブルガリア語：ウ
- ロシア語：ウー

## 音素
原則として /u/ を表す。
- モンゴル語では /o/ を表す。

## アルファベット上の位置
ロシア語・ベラルーシ語の第 21 字母、ウクライナ語・セルビア語の第 24 字母、ブルガリア語の第 20 字母、マケドニア語の第 25 字母である。

## Уに関わる諸事項
- モンゴル語で用いられる Ү は別字である（由来は同じ）。
- ロシア語では у 一文字で、属格を伴って「〜のそばに」を表す前置詞を表す。

## 符号位置
| 大文字 | Unicode | JIS X 0213 | 文字参照        | 小文字 | Unicode | JIS X 0213 | 文字参照        | 備考 |
| ------ | ------- | ---------- | --------------- | ------ | ------- | ---------- | --------------- | ---- |
| У      | U+0423  | 1-7-21     | &#x423; &#1059; | у      | U+0443  | 1-7-69     | &#x443; &#1091; |      |